# TBSテレビ系列木曜夜7時枠のアニメ
TBSテレビ系列木曜夜7時枠のアニメ（ティービーエステレビけいれつもくようよるしちじわくのアニメ）は、TBS系列局が毎週木曜 19:00 - 19:30 （日本標準時）に編成していたTBS製作のテレビアニメ作品一覧である。
なお、前身や中断中に放送されたテレビドラマに関しては、

## 概要
1960年代後期から1990年代前期にかけて編成されたが、いずれの時期においても散発的な編成でアニメ枠としては定着しなかった。
1975年3月末に行われたいわゆる腸捻転の解消以後、TBSのこの時間帯は1984年9月までローカルセールス枠となっていた。そのため、この時期の放送作品である『まんが世界昔ばなし』と『イーグルサム』については別の時間帯に回していた地方局もある。
1992年秋の改編で、TBSは月 - 木曜のこの時間帯に日替わりの1時間バラエティ番組枠『ムーブ』を編成した。これにより、木曜に放送されていた『DRAGON QUEST -ダイの大冒険-』(第1作）は終了となり、別の曜日に放送されていた番組群も火曜の『そこが知りたい』を除いて全て終了した。
『ダイの大冒険』の終了以来、TBSは木曜のこの時間帯にアニメを放送していない。

## 放送作品一覧
| 作品名                               | 放送期間                       | 話数 | 制作会社                                        | 原作者                       |
| ------------------------------------ | ------------------------------ | ---- | ----------------------------------------------- | ---------------------------- |
| がんばれ!マリンキッド                | 1966年10月6日 - 1966年12月29日 | 13   | テレビ動画                                      |                              |
| スカイヤーズ5 （カラー版）           | 1971年10月7日 - 1972年3月30日  | 26   | TCJ                                             | 小泉太郎 石川喬司 川崎のぼる |
| まんが世界昔ばなし                   | 1976年10月7日 - 1978年3月30日  | 78   | ダックスインターナショナル ワールドテレビジョン |                              |
| イーグルサム                         | 1983年4月7日 - 1984年3月29日   | 51   | ダックスインターナショナル                      |                              |
| 少年アシベ                           | 1991年4月4日 - 1991年9月26日   | 24   | 日本映像 日映エージェンシー                     | 森下裕美                     |
| DRAGON QUEST -ダイの大冒険-（第1作） | 1991年10月17日 - 1992年9月24日 | 46   | 東映動画                                        | 三条陸 稲田浩司              |

## 参考資料
- キー局番組編成変遷ひょー

| TBS 木曜 19:00 - 19:30                                             | TBS 木曜 19:00 - 19:30                                              | TBS 木曜 19:00 - 19:30                                                                     |
| 前番組                                                             | 番組名                                                              | 次番組                                                                                     |
| ------------------------------------------------------------------ | ------------------------------------------------------------------- | ------------------------------------------------------------------------------------------ |
| ナショナル10人抜きのど自慢 （1966年4月7日 - 1966年9月29日）        | TBSテレビ系列木曜夜7時枠のアニメ （1966年10月6日 - 1966年12月29日） | 逃げろや逃げろ!! （1967年1月5日 - 1967年4月20日）                                          |
| ワールド・ショック!ドキドキ博覧会 （1971年4月1日 - 1971年9月30日） | TBSテレビ系列木曜夜7時枠のアニメ （1971年10月7日 - 1972年3月30日）  | 1・2・3と4・5・ロク （1972年4月6日 - 1972年9月28日）                                       |
| 新・せんみつ湯原ドット30 （1975年4月3日 - 1976年9月30日）          | TBSテレビ木曜夜7時枠のアニメ （1976年10月7日 - 1978年3月30日）      | UFOセブン大冒険 （1978年4月6日 - 1978年9月28日）                                           |
| パリンコ学園No.1 （1982年10月7日 - 1983年3月31日）                 | TBSテレビ木曜夜7時枠のアニメ （1983年4月7日 - 1984年3月29日）       | 生だ!おもしろ特急便 （1984年4月5日 - 1984年9月27日）                                       |
| いい旅・日本 （1987年10月8日 - 1991年3月28日）                     | TBSテレビ系列木曜夜7時枠のアニメ （1991年4月4日 - 1992年9月24日）   | ムーブ・上岡龍太郎の男と女ホントのところ （1992年10月15日 - 1993年9月23日） ※19:00 - 19:54 |